# نگا چایتانیا
نگا چایتانیا آکینینی(متولد ۲۳ نوامبر ۱۹۸۶) یک بازیگر فیلم‌های هندی است که در مؤسسه فیلم‌سازی Telugu cinema کار می‌کند.
او در سال ۲۰۰۹ کار خود را با حضور در فیلم جاش با کارگردان تازه‌وارد Vasu Varma و تولید شده توسط شرکت Dil Raju آغاز کرد. قبل از انتشار اولین فیلم اش، او قرارداد فیلم دوم خود را با شرکت فیلم‌سازی ایندیرا به کارگردان Gautham Menon امضاء کرد.
او در فیلم‌های از آسمان عبور خواهم کرد، عشق، سرقت، رعشه، مسیر عشق، ترقه، چه جادویی کردی؟، برای یک دختر، لال سینگ چادا، شهرک سوریا، همسفر و ما بازی کرده‌است.